# Asfaltomylos
Asfaltomylos es un género extinto de mamífero perteneciente al grupo de los Australosphenida, que vivió a mediados del período Jurásico (Calloviense-Oxfordiense) en Argentina. Solo se ha registrado una especie, Asfaltomylos patagonicus, de la Formación Cañadón Asfalto, en la provincia de Chubut, en la Patagonia.